# قوات الدفاع المدني (سيراليون)
كانت قوات الدفاع المدني منظمة شبه عسكرية قاتلت في الحرب الأهلية في سيراليون (1991-2002). ودعمت حكومة أحمد تيجان كبه المنتخبة ضد الجبهة المتحدة الثورية والمجلس الثوري للقوات المسلحة. يتكون جزء كبير من قوات الدفاع المدني من مجموعة كاماجور، التي تعد جزءًا من مجموعة ميندي العرقية الأكبر. آمنت قبائل كاماجور بالعديد من الطرق السحرية للدفاع عن أنفسهم، مثل الطقوس لخلق جلد مضاد للرصاص.
تم توجيه لائحة اتهام ضد ثلاثة من قادة قوات الدفاع المدني في المحكمة الخاصة لسيراليون، وبشكل أكثر تحديدًا صامويل هينجا نورمان (رئيس قوات الدفاع المدني) وموينينا فوفانا (الثاني في القيادة) وأليو كونديوا (القائد العسكري لقوات الدفاع المدني).

## التاريخ
تمت صياغة مصطلح «قوات الدفاع المدني» لأول مرة بين عامي 1997 و1998 من قبل المغتربين السيراليونيين في مونروفيا. شمل الاسم «الميليشيات المتفرقة المشار إليها سابقًا بألقاب مشفرة عرقياً». تضمنت قوات الدفاع المدني جنودًا من مجموعات الميليشيات كورانكو تامابورو، ومندي كاماجواسيا، وتمني غبيثيس وكابراس، وكونو دونسوس. كان الهدف من الاسم الشامل خلق شعور بالوحدة والامتياز بين الميليشيات المستقلة. أكبر مجموعة متورطة مع قوات الدفاع المدني كانت كاماجور. تقليديا، يتم استخدام الاسم «كاماجور» للإشارة إلى اعتقاد ميندي في «الصيادين المتخصصين المخول لهم استخدام كل من الأسلحة النارية والأدوية السحرية في السعي وراء الطرائد الكبيرة» وضد جميع القوى الأخرى التي كانت تهدد قرى ميندي. في ثقافة ميندي، تعتبر هوية الكاماجور مرادفة للحماية، وتمثل معنى مشابهًا عندما حشدت ميليشيات الدفاع المجتمعي ردًا على فشل حكومة سيراليون في هزيمة القوات المتمردة التابعة للجبهة المتحدة الثورية. أصبحت مجموعات الميليشيات متماسكة بشكل متزايد حيث أصبح المدنيون لا يثقون بالجيش، الذي رأوا أنه خطير مثل الجماعات المتمردة. وسرعان ما وقعوا تحت تأثير وتوجيه الأكاديمي الدكتور ألفا لافالي ومجلس الحكم المؤقت الوطني وزير الخارجية الشرقي، الملازم توم نيوما. زادت قوة الدفاع المدني من بروزها ونفوذها بعد انتخاب حزب شعب سيراليون في عام 1996، والذي كان يتألف إلى حد كبير من أعضاء ميندي. أصبح سام هينجا نورمان، الرئيس الوصي على مشيخة جياما بونجور، شخصية رئيسية في حركة كاماجور وعُين نائب وزير دفاع الحزب الشعبي لسيراليون. كان يُنظر إلى قوات الدفاع المدني على نطاق واسع على أنها القوة الأمنية الفعلية لحزب الشعب لسيراليون، وستدخل في صراع مباشر مع الجيش بعد الإطاحة بحكومة الحزب الشعبي لسيراليون في مايو 1997. بالتنسيق مع مجموعة المراقبة التابعة للجماعة الاقتصادية لدول غرب إفريقيا التي تتخذ من نيجيريا مقراً لها، تمكنت قوات الدفاع المدني من إعادة الحزب الشعبي لسيراليون إلى السلطة في مارس 1998، وسيتم تشكيلها رسميًا حتى إعلان إنتهاء الحرب الأهلية رسميًا في يناير 2002.

## الفظائع
ارتكبت قوات الدفاع المدني عددًا كبيرًا من الفظائع وانتهاكات حقوق الإنسان خلال الحرب الأهلية في سيراليون. أثناء الحرب، أثناء القتال إلى جانب قوات المراقبة الأفريقية، كانت قوات الدفاع المدني إما متواطئة أو مسؤولة بشكل مباشر عن العديد من الأحداث التي عُرضت على المحكمة الخاصة لسيراليون. وفي هجوم كانون الثاني / يناير 1999، اتُهمت قوات الدفاع المدني بارتكاب ما يزيد عن 180 عملية إعدام لأعضاء الجبهة المتحدة الثورية الأسرى دون إثبات ذنبهم. علاوة على ذلك، حول بلدتي برادفورد ومويامبا، تظاهر أفراد من كاماجور بأنهم متمردين وشنوا هجمات متعددة على السكان المدنيين شملت السطو والقتل العشوائي. كانت هناك أيضًا روايات لا حصر لها عن انتهاكات قوات الدفاع المدني ضد الأطفال بالإضافة إلى التلقين والإخضاع القسري للأطفال الجنود.

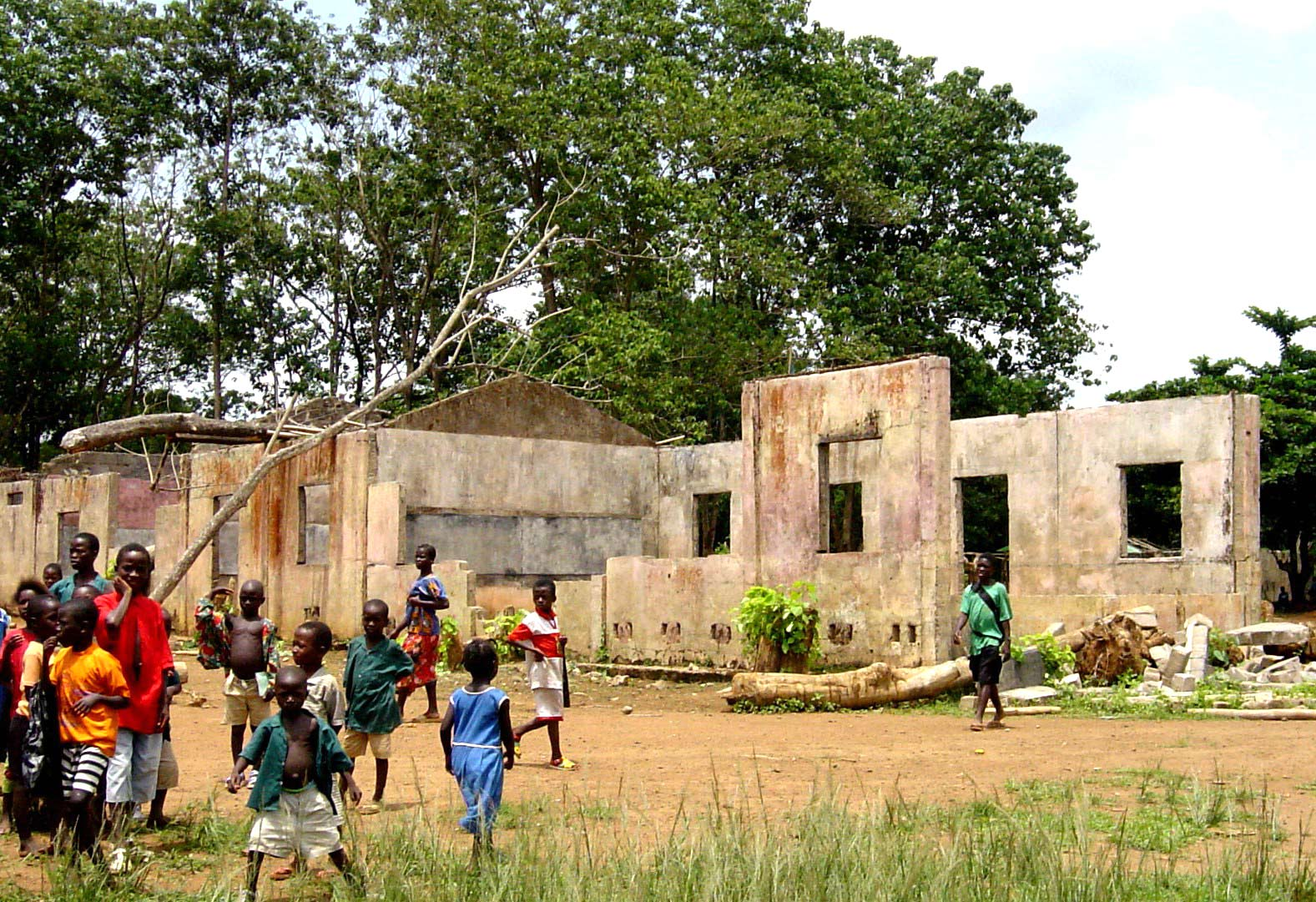
مدرسة دمرتها الحرب الأهلية في سيراليون

## لوائح الاتهام
في عام 2003، تم إنشاء المحكمة الخاصة لسيراليون بالتعاون مع الأمم المتحدة لمحاكمة المسؤولين عن أعظم الجرائم في الحرب الأهلية في البلاد. ومن بين 13 إدانة تم تسليمها ثلاثة أعضاء بارزين في قوة الدفاع المدني. الرجال الثلاثة المتهمون هم ألي كونديوا وموينينا فوفانا وصمويل هينجا نورمان. تم تحديد كل من هؤلاء الرجال كزعماء مركزيين لقوات الدفاع المدني والأكثر مسؤولية عن الجرائم بعد تحقيق شامل أجرته المحكمة، التي أخذت شهادات الآلاف من الضحايا. بدأت المحاكمة في يوليو 2004 وانتهت في سبتمبر 2006. قبل أن يتم تسليم الأحكام، توفي صموئيل هينجا نورمان لأسباب طبيعية أثناء الجراحة في دكار، السنغال. وأدين فوفانا وكونديوا بتهم القتل والنهب واستخدام الجنود الأطفال وحُكم عليهما بالسجن ستة وثماني سنوات على التوالي. في عام 2008، غيرت محكمة الاستئناف الحكم وأعطت فوفنا خمسة عشر عامًا وكونديوا عشرين عامًا في السجن الرواندي.